# Stazione meteorologica di Pantelleria Aeroporto
La stazione meteorologica di Pantelleria Aeroporto è la stazione meteorologica di riferimento per il Servizio Meteorologico dell'Aeronautica Militare e per l'Organizzazione Mondiale della Meteorologia, relativa all'isola di Pantelleria.

## Caratteristiche
La stazione meteorologica si trova nell'Italia insulare, in provincia di Trapani, sull'isola e nel comune di Pantelleria, a 191 metri s.l.m. e alle coordinate geografiche 36°48′50.86″N 11°58′14.76″E.
Attiva 24 ore su 24, è un punto di riferimento per l'assistenza alla navigazione aerea, oltre ad effettuare osservazioni orarie sullo stato del cielo (nuvolosità in chiaro) e su temperatura, precipitazioni, umidità relativa, eliofania, pressione atmosferica con valore normalizzato al livello del mare, direzione e velocità del vento.

## Medie climatiche ufficiali

### Dati climatologici 1971-2000
In base alle medie climatiche del periodo 1971-2000, la temperatura media del mese più freddo, febbraio, è di +11,8 °C, mentre quella del mese più caldo, agosto, è di +25,7 °C; mediamente si contano zero giorni di gelo all'anno e 27 giorni con temperatura massima uguale o superiore ai +30 °C. I valori estremi di temperatura registrati nel medesimo trentennio sono i +1,0 °C del gennaio 1981 e i +41,8 °C dell'agosto 1999.
Le precipitazioni medie annue si attestano a 502 mm, mediamente distribuite in 59 giorni di pioggia, con minimo in primavera-estate, picco massimo in autunno e massimo secondario in inverno per gli accumuli.
L'umidità relativa media annua fa registrare il valore di 73,3 % con minimi di 68 % a maggio e a giugno e massimi di 78 % a novembre e a dicembre; mediamente si contano 12 giorni di nebbia all'anno.
Di seguito è riportata la tabella con le medie climatiche e i valori massimi e minimi assoluti registrati nel trantennio 1971-2000 e pubblicati nell'Atlante Climatico d'Italia del Servizio Meteorologico dell'Aeronautica Militare relativo al medesimo trentennio.
| Pantelleria Aeroporto (1971-2000) | Mesi        | Mesi        | Mesi        | Mesi        | Mesi        | Mesi        | Mesi        | Mesi        | Mesi        | Mesi        | Mesi        | Mesi        | Stagioni | Stagioni | Stagioni | Stagioni | Anno  |
| Pantelleria Aeroporto (1971-2000) | Gen         | Feb         | Mar         | Apr         | Mag         | Giu         | Lug         | Ago         | Set         | Ott         | Nov         | Dic         | Inv      | Pri      | Est      | Aut      | Anno  |
| --------------------------------- | ----------- | ----------- | ----------- | ----------- | ----------- | ----------- | ----------- | ----------- | ----------- | ----------- | ----------- | ----------- | -------- | -------- | -------- | -------- | ----- |
| T. max. media (°C)                | 13,9        | 14,0        | 15,2        | 17,7        | 21,9        | 25,7        | 28,2        | 29,0        | 26,5        | 22,6        | 18,1        | 15,1        | 14,3     | 18,3     | 27,6     | 22,4     | 20,7  |
| T. min. media (°C)                | 10,0        | 9,6         | 10,3        | 11,9        | 15,2        | 18,7        | 21,3        | 22,4        | 20,4        | 17,5        | 13,8        | 11,1        | 10,2     | 12,5     | 20,8     | 17,2     | 15,2  |
| T. max. assoluta (°C)             | 21,6 (1988) | 23,8 (1978) | 27,8 (1991) | 31,8 (1999) | 36,6 (1988) | 41,2 (1982) | 41,4 (1982) | 41,8 (1999) | 39,6 (1988) | 34,4 (1999) | 25,8 (1993) | 23,0 (1989) | 23,8     | 36,6     | 41,8     | 39,6     | 41,8  |
| T. min. assoluta (°C)             | 1,0 (1981)  | 2,0 (1999)  | 1,8 (1985)  | 4,6 (1992)  | 9,4 (1985)  | 11,0 (1994) | 15,2 (1980) | 15,0 (1975) | 13,4 (1976) | 9,0 (1971)  | 5,0 (1995)  | 2,6 (1986)  | 1,0      | 1,8      | 11,0     | 5,0      | 1,0   |
| Giorni di calura (Tmax ≥ 30 °C)   | 0           | 0           | 0           | 0           | 1           | 4           | 9           | 10          | 3           | 0           | 0           | 0           | 0        | 1        | 23       | 3        | 27    |
| Giorni di gelo (Tmin ≤ 0 °C)      | 0           | 0           | 0           | 0           | 0           | 0           | 0           | 0           | 0           | 0           | 0           | 0           | 0        | 0        | 0        | 0        | 0     |
| Precipitazioni (mm)               | 76,3        | 51,3        | 37,5        | 32,9        | 15,1        | 4,2         | 1,9         | 3,7         | 49,9        | 72,1        | 89,0        | 67,8        | 195,4    | 85,5     | 9,8      | 211,0    | 501,7 |
| Giorni di pioggia                 | 9           | 8           | 6           | 5           | 3           | 1           | 0           | 1           | 3           | 7           | 8           | 8           | 25       | 14       | 2        | 18       | 59    |
| Giorni di nebbia                  | 0           | 0           | 2           | 1           | 3           | 3           | 2           | 1           | 0           | 0           | 0           | 0           | 0        | 6        | 6        | 0        | 12    |
| Umidità relativa media (%)        | 77          | 77          | 75          | 72          | 68          | 68          | 69          | 70          | 73          | 75          | 78          | 78          | 77,3     | 71,7     | 69       | 75,3     | 73,3  |

### Dati climatologici 1961-1990
In base alla media trentennale di riferimento (1961-1990) per l'Organizzazione Mondiale della Meteorologia, la temperatura media del mese più freddo, gennaio, si attesta attorno ai +11,6 °C; quella del mese più caldo, agosto, è di +25,0 °C. Nel medesimo trentennio, la temperatura minima assoluta ha toccato i +1,0 °C nel gennaio 1981 (media delle minime assolute annue di +3,7 °C), mentre la massima assoluta ha fatto registrare i +42,9 °C nel luglio 1962 (media delle massime assolute annue di +37,4 °C).
La nuvolosità media annua si attesta a 3,9 okta giornalieri, con minimo di 2,2 okta giornalieri a luglio e massimo di 5 okta giornalieri a gennaio.
Le precipitazioni medie annue sono di poco inferiori 500 mm, distribuite mediamente in 59 giorni, con un marcato minimo in primavera ed estate e un moderato picco in autunno-inverno.
L'umidità relativa media annua fa registrare il valore di 73,2% con minimo di 66% a luglio e massimi di 78% a novembre e a dicembre.
L'eliofania assoluta media annua si attesta a 7 ore giornaliere, con massimo di 10,4 ore giornaliere a luglio e minimi di 4 ore giornaliere a dicembre e a gennaio.
La pressione atmosferica media annua normalizzata al livello del mare è di 1016 hPa, con massimi di 1017 hPa a gennaio, a settembre, a ottobre e a novembre e minimo di 1014 hPa a dicembre.
Il vento presenta una velocità media annua di 6,2 m/s, con minimi di 5,1 m/s a luglio e ad agosto e massimi di 7,1 m/s a gennaio, a febbraio e a marzo; le direzioni prevalenti sono di ponente tra dicembre e febbraio, di maestrale tra marzo e agosto e di ostro tra settembre e novembre.
| Pantelleria Aeroporto (1961-1990)                    | Mesi        | Mesi        | Mesi        | Mesi        | Mesi        | Mesi        | Mesi        | Mesi        | Mesi        | Mesi        | Mesi        | Mesi        | Stagioni | Stagioni | Stagioni | Stagioni | Anno   |
| Pantelleria Aeroporto (1961-1990)                    | Gen         | Feb         | Mar         | Apr         | Mag         | Giu         | Lug         | Ago         | Set         | Ott         | Nov         | Dic         | Inv      | Pri      | Est      | Aut      | Anno   |
| ---------------------------------------------------- | ----------- | ----------- | ----------- | ----------- | ----------- | ----------- | ----------- | ----------- | ----------- | ----------- | ----------- | ----------- | -------- | -------- | -------- | -------- | ------ |
| T. max. media (°C)                                   | 13,7        | 14,0        | 15,1        | 17,6        | 21,4        | 25,1        | 28,0        | 28,4        | 26,1        | 22,2        | 18,2        | 14,8        | 14,2     | 18,0     | 27,2     | 22,2     | 20,4   |
| T. min. media (°C)                                   | 9,4         | 9,2         | 10,0        | 11,7        | 14,7        | 18,0        | 20,9        | 21,6        | 19,8        | 17,0        | 13,6        | 10,6        | 9,7      | 12,1     | 20,2     | 16,8     | 14,7   |
| T. max. assoluta (°C)                                | 26,1 (1962) | 25,2 (1966) | 26,4 (1975) | 31,0 (1978) | 36,6 (1988) | 41,2 (1982) | 42,9 (1962) | 39,6 (1978) | 39,6 (1988) | 32,6 (1990) | 27,8 (1967) | 23,0 (1989) | 26,1     | 36,6     | 42,9     | 39,6     | 42,9   |
| T. min. assoluta (°C)                                | 1,0 (1981)  | 1,4 (1965)  | 1,6 (1968)  | 5,0 (1967)  | 7,8 (1970)  | 11,6 (1967) | 14,6 (1969) | 15,0 (1975) | 13,4 (1976) | 9,0 (1971)  | 5,2 (1981)  | 2,6 (1986)  | 1,0      | 1,6      | 11,6     | 5,2      | 1,0    |
| Nuvolosità (okta al giorno)                          | 5,0         | 4,9         | 4,7         | 4,4         | 4,0         | 3,2         | 2,2         | 2,4         | 3,3         | 4,0         | 4,2         | 4,7         | 4,9      | 4,4      | 2,6      | 3,8      | 3,9    |
| Precipitazioni (mm)                                  | 77,0        | 48,3        | 36,5        | 32,2        | 14,3        | 6,0         | 1,1         | 14,0        | 40,8        | 64,9        | 69,1        | 80,4        | 205,7    | 83,0     | 21,1     | 174,8    | 484,6  |
| Giorni di pioggia                                    | 9           | 8           | 6           | 5           | 3           | 1           | 0           | 1           | 3           | 6           | 8           | 9           | 26       | 14       | 2        | 17       | 59     |
| Umidità relativa media (%)                           | 77          | 76          | 76          | 72          | 68          | 67          | 66          | 71          | 73          | 76          | 78          | 78          | 77       | 72       | 68       | 75,7     | 73,2   |
| Eliofania assoluta (ore al giorno)                   | 4,0         | 4,9         | 6,0         | 6,9         | 8,3         | 9,4         | 10,4        | 10,0        | 7,9         | 6,5         | 5,2         | 4,0         | 4,3      | 7,1      | 9,9      | 6,5      | 7,0    |
| Radiazione solare globale media (centesimi di MJ/m²) | 771         | 1 090       | 1 571       | 1 985       | 2 389       | 2 618       | 2 721       | 2 422       | 1 846       | 1 362       | 944         | 699         | 2 560    | 5 945    | 7 761    | 4 152    | 20 418 |
| Pressione a 0 metri s.l.m. (hPa)                     | 1 017       | 1 016       | 1 016       | 1 015       | 1 016       | 1 016       | 1 016       | 1 015       | 1 017       | 1 017       | 1 017       | 1 014       | 1 015,7  | 1 015,7  | 1 015,7  | 1 017    | 1 016  |
| Vento (direzione-m/s)                                | W 7,1       | W 7,1       | NW 7,1      | NW 6,9      | NW 5,9      | NW 5,4      | NW 5,1      | NW 5,1      | S 5,4       | S 5,8       | S 6,5       | W 7,0       | 7,1      | 6,6      | 5,2      | 5,9      | 6,2    |

## Valori estremi

### Temperature estreme mensili dal 1951 ad oggi
Nella tabella sottostante sono riportate le temperature massime e minime assolute mensili, stagionali ed annuali dal 1951 ad oggi, con il relativo anno in cui si queste si sono registrate. La massima assoluta del periodo esaminato di +42,9 °C risale al luglio 1962, mentre la minima assoluta di  +0,4 °C è del febbraio 1956.
| Pantelleria Aeroporto (1951-2023) | Mesi        | Mesi        | Mesi        | Mesi        | Mesi        | Mesi        | Mesi        | Mesi        | Mesi        | Mesi        | Mesi        | Mesi        | Stagioni | Stagioni | Stagioni | Stagioni | Anno |
| Pantelleria Aeroporto (1951-2023) | Gen         | Feb         | Mar         | Apr         | Mag         | Giu         | Lug         | Ago         | Set         | Ott         | Nov         | Dic         | Inv      | Pri      | Est      | Aut      | Anno |
| --------------------------------- | ----------- | ----------- | ----------- | ----------- | ----------- | ----------- | ----------- | ----------- | ----------- | ----------- | ----------- | ----------- | -------- | -------- | -------- | -------- | ---- |
| T. max. assoluta (°C)             | 26,1 (1962) | 26,0 (2014) | 31,2 (1955) | 32,0 (2003) | 39,4 (2006) | 42,6 (2007) | 42,9 (1962) | 41,8 (1999) | 39,6 (1988) | 35,0 (1960) | 27,8 (1967) | 25,4 (2009) | 26,1     | 39,4     | 42,9     | 39,6     | 42,9 |
| T. min. assoluta (°C)             | 1,0 (1953)  | 0,4 (1956)  | 1,6 (1968)  | 4,6 (1992)  | 7,8 (1970)  | 11,0 (1994) | 14,6 (1969) | 15,0 (1975) | 12,0 (2017) | 9,0 (1971)  | 3,5 (1952)  | 0,6 (2014)  | 0,4      | 1,6      | 11,0     | 3,5      | 0,4  |

### Precipitazioni nevose
La neve è un fenomeno alquanto raro che si presenta sporadicamente a quote collinari e solo in situazioni estreme accumula sulla costa. Gli eventi nevosi più significativi con accumulo a livello del mare sono stati nel gennaio 1905, marzo 1949, febbraio 1956 e gennaio 1981 (nel 1999 e nel 2014 la neve è caduta abbondante sulle colline, mentre a bassa quota è caduta mista a pioggia).